# Introspective
Introspective is het derde studioalbum van de Pet Shop Boys. Het album is in 1988 uitgebracht op het Parlophone label van EMI.
Introspective bevat zes tracks, in lange uitvoeringen. Slechts drie van de zes nummers waren volledig nieuw toen het album werd uitgebracht. Oorspronkelijk was het de bedoeling om een opvolger van het remix-album Disco uit 1986 uit te brengen.

## Tracks
1. Left to my own devices (08:17)
2. I want a dog (06:15)
3. Domino dancing (07:40)
4. I'm not scared (07:25)
5. Always on my mind / in my house (09:04)
6. It's alright (09:23)

## Singles
Van het album werden de volgende singles uitgebracht:
- Always on my mind (30 november 1987)
- Domino dancing (12 september 1988)
- Left to my own devices (14 november 1988)
- It's alright (26 juni 1989)

## Heruitgaven

### 4 juni 2001
In 2001 werd het album geremasterd en op 4 juni in dat jaar opnieuw uitgebracht als een dubbel-cd (Parlophone 7243 5 30507 2 6 (EMI) / EAN 0724353050726). De eerste cd is het originele album. De tweede, getiteld Further listening 1988-1989, bevat nummers en mixen uit dezelfde periode als het album, die deels voor het eerst op cd verschenen of zelfs nog niet eerder waren uitgebracht.
Het artwork van de voorkant van het album is gebaseerd op de originele cd-uitgave, terwijl de releases Please en Actually juist gebaseerd zijn op de originele lp-uitgave. De volgorde van de kleurenbanen wijkt af op de lp en de cd. De achterkant werd geheel opnieuw ontworpen.
De tracks op de tweede cd zijn:
1. I get excited (you get excited too) (full length version) (05:35)
2. Don Juan (demo version) (04:22)
3. Domino dancing (demo version) (04:47)
4. Domino dancing (alternative version) (04:52)
5. The sound of the atom splitting (05:13)
6. What keeps mankind alive? (03:26)
7. Don Juan (disco mix) (07:35)
8. Losing my mind (disco mix) (06:09)
9. Nothing has been proved (demo for Dusty Springfield) (04:51)
10. So sorry I said (demo for Liza Minnelli) (03:26)
11. Left to my own devices (seven-inch mix) (04:47)
12. It's alright (ten-inch version) (04:47)
13. One of the crowd (03:56)
14. It's alright (seven-inch version) (04:20)
15. Your funny uncle (02:18)

### 13 februari 2009
Op 13 februari 2009 is het oorspronkelijke album opnieuw uitgebracht, als budgetrelease (EMI 2682912 (EMI) / EAN 5099926829128). Deze uitgave bestaat uit de eerste cd van de geremasterde uitgave uit 2001. Het artwork, inclusief de achterkant, is het oorspronkelijke cd-artwork.

## Trivia
- De titel van het album betekent zelfbeschouwend, wat van toepassing zou zijn op alle nummers van het album.
- Een andere titel die werd overwogen voor het album was Bounce, aangezien het een album is met sterke dance / house invloeden.
- Slechts twee nummers op het album zijn nieuw geschreven. Het album bevat twee covers, twee reeds bestaande nummers en twee nieuwe nummers.
- Het nummer I want a dog is een remix van de versie die eerder verscheen als B-kant van de single Rent.
- Het nummer I'm not scared was eerder door de Pet Shop Boys geschreven voor de band van actrice Patsy Kensit: Eighth Wonder.
- Het nummer It's alright is een cover van een house-klassieker van Sterling Void. De singleversie wijkt sterk af van de oorspronkelijke albumversie. Zo is onder meer een couplet toegevoegd. Op een 10-inch maxi-single verscheen een versie die het midden houdt tussen de album- en singleversie.